# غرفة الأحذية
غرفة الأحذية (بالإنجليزية: The Boot Room)‏، كانت غرفة في الأنفيلد ملعب نادي ليفربول في الفترة ما بين الستينات وبداية التسعينات، كان يجلس فيها الطاقم التدريبي ويناقشون الفريق والتكتيكات وطريقة هزيمة الخصم القادم.

## بطولات غرفة الأحذية

### بيل شانكلي
- دوري الدرجة الأولى (3): 1963–64, 1965–66, 1972–73
- دوري الدرجة الثانية (1): 1961–62
- كأس الاتحاد الإنجليزي (2): 1964–65, 1973–74
- الدرع الخيرية (2): 1964, 1965
- كأس الاتحاد الأوروبي (1): 1972–73

### بوب بيزلي
- دوري الدرجة الأولى (6): 1975–76, 1976–77, 1978–79, 1979–80, 1981–82, 1982–83
- كأس الرابطة الإنجليزية (3): 1980–81, 1981–82, 1982–83
- الدرع الخيرية (6): 1974, 1976, 1977, 1979, 1980, 1982
- كأس أوروبا (3): 1976–77, 1977–78, 1980–81
- كأس الاتحاد الأوروبي (1): 1975–76
- كأس السوبر الأوروبي (1): 1977

### جو فاغان
- دوري الدرجة الأولى (1): 1983–84
- كأس الرابطة الإنجليزية (1): 1983–84
- كأس أوروبا (1): 1983–84

### كيني دالغليش
- دوري الدرجة الأولى (3): 1985–86, 1987–88, 1989–90
- كأس الاتحاد الإنجليزي (2): 1985–86, 1988–89
- كأس الرابطة الإنجليزية (1): 2011–12
- الدرع الخيرية (4): 1986, 1988, 1989, 1990